# Lovers in Japan
Lovers in Japan è un singolo del gruppo musicale britannico Coldplay, pubblicato il 3 novembre 2008 come primo estratto dal quinto EP Prospekt's March.

## Descrizione
Si tratta di un riarrangiamento dell'omonimo brano presente nel quarto album in studio del gruppo, Viva la vida or Death and All His Friends, all'interno del quale il brano è unito a Reign of Love.

## Video musicale
Il videoclip del brano, diretto da Mat Whitecross, è stato pubblicato in anteprima il 31 ottobre 2008 sugli iTunes Store canadese e statunitense, nei quali è stato reso disponibile per la visione gratuita per una settimana, per poi essere stato reso disponibile in tutto il mondo il 4 novembre dello stesso anno.
Esso inizia con i componenti del gruppo intenti a scrivere sullo schermo alcune parole tratte dal testo del brano. A partire dal ritornello, la telecamera ruota in cerchio allineandosi sempre al testo che dice "They are turning my head out", mentre il gruppo esegue il brano. La fine del video è una festa di farfalle colorate che piovono sul gruppo.

## Tracce
CD promozionale (Europa, Stati Uniti)
1. Lovers in Japan (Osaka Sun Mix) – 3:57

CD promozionale (Giappone)
1. Lovers in Japan – 4:01

## Formazione
- Chris Martin – voce, pianoforte
- Jonny Buckland – chitarra
- Guy Berryman – basso, cori
- Will Champion – batteria, cori

## Classifiche
| Classifica (2008)          | Posizione massima |
| -------------------------- | ----------------- |
| Belgio (Vallonia)          | 40                |
| Canada                     | 77                |
| Giappone                   | 62                |
| Stati Uniti                | 110               |
| Stati Uniti (adult top 40) | 19                |